# Gmina Gornji Vakuf-Uskoplje
Gmina Gornji Vakuf-Uskoplje (boś. Općina Gornji Vakuf-Uskoplje) – gmina w Bośni i Hercegowinie, w kantonie środkowobośniackim. W 2013 roku liczyła 20 933 mieszkańców.